# Dilophus gagatinus
Dilophus gagatinus är en tvåvingeart som först beskrevs av Philippi 1865.  Dilophus gagatinus ingår i släktet Dilophus och familjen hårmyggor. Inga underarter finns listade i Catalogue of Life.